# يونس نملي
يونس نملي (20 يوليو 1994 بكوبنهاغن في الدنمارك - ) هو مدرب كرة قدم ولاعب كرة قدم دانمركي في مركز جناح ‏. لعب مع نادي هيرنفين وAkademisk Boldklub ‏.

## وصلات خارجية
- يونس نملي على موقع الدوري الأمريكي (الإنجليزية)
- يونس نملي على موقع قاعدة بيانات كرة القدم.إي يو (الإنجليزية)
- يونس نملي على موقع Soccerway.com (الإنجليزية)
- يونس نملي على موقع عالم كرة القدم.نت (الإنجليزية)